# Tội nhân trong tay Thiên Chúa đang thịnh nộ
Tội nhân trong tay Thiên Chúa đang thịnh nộ (Sinners in the Hands of an Angry God) là bài giảng nổi tiếng nhất trong số các bài giảng theo thể loại  lửa và diêm sinh, nhấn mạnh đến sự đoán phạt dành cho những người khước từ ân điển của Thiên Chúa. Jonathan Edwards, một mục sư Thanh giáo, trình bày bài thuyết giáo này lần đầu vào năm 1741 tại Enfield, Connecticut. Theo thông lệ tại vùng Tân Anh cát lợi (New England) vào  thế kỷ 18, bài giảng được in ra nhiều bản và được phân phối rộng rãi. Bài giảng là một thông điệp của nền thần học Calvin, nghiêm khắc và không thoả hiệp, được rao giảng lần đầu  và suốt một thời gian dài trong khi xảy ra cuộc Đại Tỉnh thức.
Khi nghe giảng, nhiều người đã kinh hãi đến độ bật lên la khóc, cũng có các ghi nhận về những biểu hiện của trạng thái cảm xúc cao độ như co giật, kêu la và ngất xỉu.
Ngày nay, cung cách thuyết giảng này không còn thịnh hành trong vòng các nhà truyền bá phúc âm và các nhà thuyết giáo. Họ thường thích trình bày với thính giả của mình về tình yêu thương và sự tha thứ của Thiên Chúa thể hiện qua Chúa Giê-xu. Dù vậy, nhiều tín hữu thuộc các giáo phái khác nhau trong cộng đồng Kháng Cách, đang tổ chức các nhóm cầu nguyện liên hoàn,  theo quan điểm của họ, khẩn nài Thiên Chúa sai một Jonathan Edwards khác đến để phục hưng hội thánh tại Hoa Kỳ.

## Nội dung
Edwards cung cấp những hình ảnh sinh động miêu tả số phận của những người cương quyết khước từ ân điển của Thiên Chúa. Cảm xúc kinh hãi của cử tọa khi nhận thức  được số phận của tội nhân trước Thiên Chúa công chính đang thịnh nộ  lớn đến nỗi, theo tường thuật của Stephen Williams (một nhân chứng và là người ghi chép các sự kiện liên quan đến bài thuyết giáo), Edwards phải yêu cầu họ giữ yên lặng để ông có thể tiếp tục truyền đạt thông điệp của  bài thuyết giáo.  Khi thuyết giảng, Edwards phải cố kiềm giữ giọng nói nhẹ nhàng để tránh khích động người nghe đến trạng thái hoảng loạn.  Đây là chủ đề Edwards thường xuyên đề cập trong các bài giảng của ông. Những gợi ý sống động về sự hiện hữu của hỏa ngục như là một phần trong sự thể hiện tình yêu của Thiên Chúa qua ân điển cứu chuộc của Chúa Giê-xu, là luận đề có thể dễ dàng tìm thấy trong các tuyển tập những bài thuyết giáo của Edwards. Edwards không có ý định chất thêm gánh nặng trên vai của tội nhân, ông chỉ muốn đánh thức họ khỏi tình trạng hiểm nghèo bằng cách trình bày cho họ thấy số phận thảm khốc của những người đang bị đặt dưới cơn thịnh nộ của Thiên Chúa thánh khiết, nếu họ không chịu quay trở lại. Mục đích của Edwards không phải là nói về hỏa ngục, nhưng về sự hư mất đời đời dành cho những người không chịu tiếp nhận ân điển, và ông nhấn mạnh hôm nay là kỳ thuận tiện để họ ăn năn và được cứu rỗi. Bởi vì, theo quan điểm này,  Thiên Chúa yêu thương cũng là Thiên Chúa công chính và thánh khiết, ngài không thể dung chịu tội lỗi. "Nếu chúng ta căm ghét cơn thịnh nộ của Thiên Chúa, ấy là vì chúng ta căm ghét chính Thiên Chúa. Có thể chúng ta sẽ mạnh mẽ phản bác luận cứ này, nhưng chính thái độ ấy khẳng định sự thù nghịch của chúng ta đối với Thiên Chúa." (Sproul, "God in the Hands ò Angry Sinners)

## Ảnh hưởng
Tội nhân trong tay Thiên Chúa đang thịnh nộ là bài thyết giáo kiểu mẫu trong cuộc Đại Tỉnh thức, nhấn mạnh đến niềm xác tín được chấp nhận rộng rãi về sự hiện hữu của hỏa ngục. Edwards hi vọng rằng thông điệp và những phác họa của bài giảng sẽ đánh thức cử tọa đến một thực tế kinh hoàng đang chờ đợi họ, nếu họ tiếp tục khước từ ân điển.  Điểm mấu chốt của bài giảng là Thiên Chúa ban cho con người cơ hội thay đổi nếp sống tội lỗi. Edwards nói rằng ấy chính là ý chỉ của Thiên Chúa đang cầm giữ những người gian ác khỏi vực thẳm hỏa ngục; hành động tự kiềm chế này của Thiên Chúa nghĩa là ngài đang chờ đợi con người từ bỏ nếp sống tội lỗi để quay về với Chúa Cơ Đốc.

## Trích dẫn
| “ | ...Không có sự an toàn nào cho kẻ gian ác dù chỉ trong giây phút. Không có sự an toàn nào cho con người tự nhiên, dù người ấy đang sống khỏe mạnh, dù mắt trần không thể thấy bằng cách nào mà người ấy có thể lìa bỏ thế gian trong chốc lát, cũng không thể tìm thấy bất kỳ hiểm nguy nào đang hiện hữu chung quanh. Kinh nghiệm đa dạng và miên viễn trải qua các thời đại chỉ ra rằng con người đang chênh vênh bên bờ vực của sự vĩnh cửu, chỉ cần sẩy một bước chân là rơi vào thế giới bên kia. Có vô số phương cách của tử thần, ẩn giấu rình rập chung quanh con người, đột ngột cướp lấy mạng sống của họ. Con người tự nhiên đang bước đi trên một lớp mỏng và mục nát che giấu hố sâu của hỏa ngục ở bên dưới, có nhiều chỗ quá mục nát không thể chống đỡ nổi sức nặng của thân thể họ, mà những chỗ ấy là không thể nhận ra. Những mũi tên của thần chết bay vun vút vô hình giữa ban trưa, con mắt tinh tường nhất cũng không thể thấy chúng. Thiên Chúa có vô số cách để cất mạng sống của họ và ném họ vào hỏa ngục. Không cần có dấu kỳ phép lạ, cũng không cần đến những hiện tượng bất thường để hủy diệt kẻ ác, bất kỳ lúc nào. Mọi phương tiện được dùng để kết thúc mạng sống kẻ ác đều có sẵn trong tay Chúa, phục tùng quyền bính và ý chỉ ngài... Hồ lửa diêm sinh bùng cháy đang rộng mở dưới chân bạn. Vực thẳm đang hừng hực lửa thịnh nộ của Thiên Chúa; địa ngục đang há miệng chực chờ; chẳng có gì có thể giữ bạn lại, giữa bạn và hỏa ngục chẳng có gì khác hơn là không khí. Chỉ có quyền năng và ý chỉ Thiên Chúa đang cầm giữ bạn trong tay Ngài... | ” |